# 농부와 독사

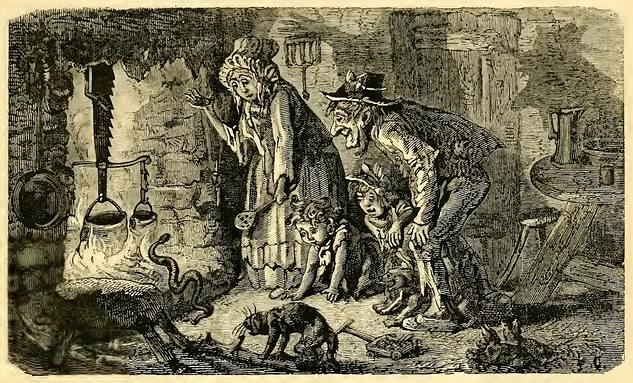

"농부와 독사"는 이솝 우화 중 하나로서 페리 인덱스 176번이다. 이야기는 농부가 눈 속에서 얼어죽어가는 독사를 발견하면서 시작된다. 농부는 측은한 마음이 들어 독사를 집어들고 옷 속에 넣어 품는다. 온기 덕분에 되살아난 독사는 농부를 물어버린다. 농부는 죽어가며 이럴 줄 알았어야 했다고 외친다.
다른 판본에서 농부는 독사를 집으로 데려와 아이들의 애완동물로 삼게 한다. 독사가 아이들을 물려 하자 농부는 독사의 머리를 잘라버린다.
이 우화의 교훈은 악에 대한 친절은 헛된 일이라는 것이다.

## 관련글
- 이솝 우화
- 전갈과 개구리